# کریس یوبنک جونیور
کریس یوبنک جونیور (انگلیسی: Chris Eubank Jr.؛ زادهٔ ۱۸ سپتامبر ۱۹۸۹) بوکسور اهل بریتانیا است.